# Ред и закон: Одељење за специјалне жртве (2. сезона)
Друга сезона серије Ред и закон: Одељење за специјалне жртве је премијерно емитована на каналу НБЦ од 20. октобра 2000. године до 11. маја 2001. године и броји 21 епизоду. Серија је остала да се емитује у термину петком у 22:00. Како је Нил Бир преузео серију ове сезоне, друга сезона је добила драстичне промене у тону. Поред тога, серија је почела да се усредсређује на призоре суђења уз додатак помоћника окружног тужиоца за сексуалне деликте.

## Продукција
Дејвид Џ. Бурк постали су извршни продуценти када су заменили Роберта Палма. Бир је преузео серију на крају сезоне. Као бивши педијатар, Нил Бир је напустио серију Ургентни центар како би радио на првом огранку серије Ред и закон Дика Волфа.  Када је објашњавао како је почео да се занима за серију, Нил Бир је рекао да га је „привукла Мариска“ која се појавила у серији Ургентни центар. Мариска Харгитеј је сматрала да је Бир дао серији правац који јој је раније недостајао и објаснила је: "Није било доследности. Дик заправо није био овде. Нисмо имали вођу, нисмо имали виђење". Џонатан Грин је такође приписао Биру заслуге за побољшање квалитета серије рекавши: „Он је ово буквално подигао, не само на следећи ниво, већ и за пет или шест нивоа изнад тога“. У снимљеној изјави, Ричард Белзер је рекао: "Серија је боља ове године тако да мислим да се то непосредно може приписати томе што је он био на челу".
Друга епизода сезоне "Част" заснована је на сценарију који је претходно написао Џонатан Грин. У њему је јединица суочена са женомрзачким "убиствима из части" која се користе за кажњавање жена за прељубу. Како је рекао један рецензент: „Емитована пуних годину дана пре терористичких напада 11. септембра, ова епизода испитује правила талибана и данас се на њих гледа другачије него када ју је НБЦ први пут емитовао“. У епизоди "Превара", мајка Оливије Бенсон умире пошто је пала низ степенице. Позадина лика, утврђена у првој епизоди, је да ју је силовао непознати човек после чега је остала трудна са Оливијом. Сценаристи су на кратко размишљали да ово промене. Избрисани призори из епизоде "Превара" на ДВД-у приказују сахрану Серене Бенсон током које је откривено да је она вољно спавала и остала трудна. Оливија је онда упознала човека за кога је веровала да јој је отац, а који ради као професор на факултету. Многе епизоде у каснијим сезонама потврђују чињеницу да је Бенсонова плод силовања што значи да избрисани призори из епизоде "Превара" нису доследни.

## Глумачка постава
Главна постава из прве сезоне, Кристофер Мелони (детектив Елиот Стаблер), Мариска Харгитеј (детективка Оливија Бенсон), Ричард Белзер (детектив Џон Манч) и Ден Флорек (капетан Дон Крејген) вратили су се у серију у другој сезони. Чланица главне поставе Мишел Хрд (детективка Моник Џефрис) у главној постави била је само у првој, седмој и шеснаестој епизоди.
Хрдова је на крају напустила серију да би се придружио драми Showtime-а Преступне године. Након одласка из серије, Хрдова је рекла: "Мислим да је само тужно што нису имали вере да остану са мном." Међутим, она је рекла да није имала лоша осећања у вези са својим радом у серији Ред и закон: Одељење за специјалне жртве, али је сматрала да је улога у серији Преступне године била „ретка прилика“. Трачарски блогер Роџер Фридмен је известио да је Ричард Белзер организовао да Хрдова добија отказ јер је њен лик примао превише прича и одвлачио пажњу од њега, али тај извештај никада није потврђен. Иако је Џефрисова отишла из Одељења за специјалне жртве током епизоде "Раздвојени", њен лик је и даље био присутан у епизоди "Одбегла" која је обележила последње појављивање лика. Епизода "Одбегла" је првобитно требало да се емитује пре епизоде "Раздвојени", али је емитована после па су због тога снимљени нови призори како би се епизода представила као "бљесак из прошлости". Ретроактивно објашњење у епизоди "Одбегла" било је да је детективка Џефрис прешла у Одељење за пороке и на кратко се вратила у ОСЖ јер је било потребно додатно људство због случаја. Хрдову је заменио репер и глумац Ајс Ти који је почео да глуми детектива Одафина "Фина" Тутуолу.
Стефани Марч се придружила главној постави као помоћница окружног тужиоца Александра Кабот након што је серије користила многе гостујуће глумце и глумице за ликове ПОТ-а током прве сезоне. Тамара Тјуни је преузела епизодну улогу специјалисткиње судске медицине Мелинде Ворнер и заменила је лик Лесли Хендрикс из серије Ред и закон, главне специјалисткиње судске медицине Елизабет Роџерс. Б. Д. Вонг је почео да глуми форензичког психијатра ФБИ-ја др. Џорџа Хуанга крајем сезоне који је заменио др. Емила Скоду (Џ. К. Симонс).

## Улоге

### Гавне
- Кристофер Мелони као Елиот Стаблер
- Мариска Харгитеј као Оливија Бенсон
- Ричард Белзер као Џон Манч
- Мишел Хрд као Моник Џефрис (Епизоде 1, 7 и 16)
- Стефани Марч као ПОТ Александра Кабот (Епизоде 2-21)
- Ајс Ти као Фин Тутуола (Епизоде 2-21)
- Ден Флорек као Дон Крејген

### Епизодне
- Стефани Марч као ПОТ Александра Кабот (Епизода 1)
- Ајс Ти као Фин Тутуола (Епизода 1)
- Б. Д. Вонг као др. Џорџ Хуанг (Епизоде 19-20)
- Тамара Тјуни као др. Мелинда Ворнер (Епизоде 5, 8, 10-11, 19-20)

## Епизоде
| Бр. у серији | Бр. у сезони | Наслов                   | Редитељ           | Сценариста                                                                                             | Премијерно емитовање | Прод. код | Гледаоци у САД-у (милиони) |
| --- | ------------ | ------------------------ | ----------------- | --- | -------------------- | --------- | -------------------------- |
| 23 | 1            | "Погрешно је исправно"   | Тед Kочев         | Џеф Екерл Дејвид Џ. Бурк                                                                               | 20. октобар 2000.    | Е1403     | 13.39                      |
| Стаблерова ћерка Морин сведочи о ужасном месту злочина: убиство човека који је запаљен. Унутрашња истрага око ОСЖ-а даје занимљиве исходе. Моник Џефрис је удаљена са рад дужности и стављен на канцеларијске послове, а заменио ју је Фин Тутуола. Каботова се придружила екипи ОСЖ-а као стална помоћница окружног тужиоца за сексуалне деликте. |              |                          |                   | |                      |           |                            |
| 24 | 2            | "Част"                   | Алан Мецгер       | Џонатан Грин и Фоберт Ф. Кембел                                                                        | 27. октобар 2000.    | Е1407     | 13.20                      |
| Жена у парку показује знаке злостављања. Препозната је као Нафеса Амир, ћерка авганистанског дипломате Салеха Амира. Током истраге, детективи су сазнали да су Нафеса и њен брат Џалел одгајени по талибанском обичају у ком је "убиство због части" казна за непослушност. Иако је њена индивидуалност потиснута за цео живот, екипа ОСЖ-а се обраћа Азиз Амир за помоћ у нади да је њена љубав према ћерки јача. |              |                          |                   | |                      |           |                            |
| 25 | 3            | "Превазилажење (2. део)" | Џин де Сегонзек   | Синопсис: Венди Вест, Џудит Мекрери и Дејвид Џ. Бурк Сценарио: Дејвид Џ. Бурк                          | 3. новембар 2000.    | Е1409     | 13.40                      |
| Стаблер и Бенсонова истражују сексуални напад веома сличан оном на ком су радили пре шест месеци. Претпостављају да је главни осумњичени из претходног случаја поново одговоран. Ствари су се усложиле када су сазнали да га прати и надгледа његова наводна жртва која је очајна да врати свој живот на прави пут. |              |                          |                   | |                      |           |                            |
| 26 | 4            | "Наслеђе"                | Џад Тејлор        | Џеф Екерл                                                                                              | 10. новембар 2000.   | Е1401     | 13.40                      |
| Ометена седмогодишњакиња лежи у коми док детективи истражују чланове њене дисфункционалне породице како би одредили извор злостављања. Како њена мајка, отац и брат лажу како би заштитили једни друге, Манч постаје осећајан због сличног случаја који га је већ годинама прогањао. |              |                          |                   | |                      |           |                            |
| 27 | 5            | "Дете убица"             | Хуан Џ. Кампанела | Лиса Мери Питерсон и Дон ДеНун                                                                         | 17. новембар 2000.   | Е1411     | 12.80                      |
| Рањавање девојчице са трагичним исходом доводи истражитеље до дечака Елиаса. Елиот и Оливија су разговарали са њим у присуству његових родитеља јер је један од најмлађих осумњичених за убиство које су икада испитивали. У међувремену, Алекс са својим сарадницима расправља о томе која би казна била етичка. Балистички докази показују да је Елиас пронашао пиштољ након убиства повезаног са једном багром чији је сигурно био сведок. Пошто су понудили олакшавајуће околности за Елиасов случај, детективи су успели да ухапсе траженог злочинца. |              |                          |                   | |                      |           |                            |
| 28 | 6            | "Неусаглашеност"         | Елоди Кин         | Џудит Мекрери                                                                                          | 24. новембар 2000.   | Е1417     | 15.40                      |
| Питање права болесника се појавило када је шизофрени човек који одбија да узима лекове осумњичен за убиство студента психологије. Против воље његове мајке, суд је на крају наредио да се он лечи. |              |                          |                   | |                      |           |                            |
| 29 | 7            | "Раздвојени"             | Дејвид Плат       | Џудит Мекрери                                                                                          | 1. децембар 2000.    | Е1404     | 15.43                      |
| Истина иза наводног силовања жене од стране њеног мужа полицајца откривена је када се открила повест злостављања у породици. Моник Џефрис напушта екипу и подноси тужбу за дискриминацију против СУП-а. |              |                          |                   | |                      |           |                            |
| 30 | 8            | "Превара"                | Мајкл Филдс       | Дон ДеНун и Лиа Мери Питерсон                                                                          | 15. децембар 2000.   | Е1406     | 14.31                      |
| Случај седамнаестогодишње жртве силовања током отварања луксузног породичног хотела се неким чудом преокренула када је њена брза породица покушала да заташка бруку док је припремала тужбу. Детективи убрзо схватају да девојка није тако невина као што изгледа, поготово када је невин човек упао у њену шему. Бенсонова се бори са смрћу своје мајке. |              |                          |                   | |                      |           |                            |
| 31 | 9            | "Мале виле"              | Џин де Сегонзек   | Синопсис: Трејси Стерн Сцанерио: Клифтон Кембел, Џеф Екерл и Трејси Стерн                              | 12. јануар 2000.     | Е1416     | 14.80                      |
| У истрагу убиства гимнастичарке укључени су њен строги тренер, богати добротитељ и конкурент. |              |                          |                   | |                      |           |                            |
| 32 | 10           | "Пристанак"              | Џејмс Квин        | Џеф Екерл                                                                                              | 19. јануар 2001.     | Е1419     | 13.60                      |
| Сакупљачица Кели Де'Леа силована је током забаве, али се не сећа ничега што се догодило. Детективи сматрају да је у свом организму имала дрогу за силовање чиме је екипа добила много осумњичених и саучесника. На крају откривају да момак који је имао однос са Кели није био свестан да је она била дрогирана. |              |                          |                   | |                      |           |                            |
| 33 | 11           | "Насиље"                 | Ричард Добс       | Синопсис: Дон Денун и Лиса Мери Питерсон Сценарио: Гвендолин М. Паркер, Лиса Мери Питерсон и Дон ДеНун | 26. јануар 2001.     | Е1415     | 15.20                      |
| Стаблер и Бенсонова сумњају да је занемаривање детета можда довело до трагичне смрти сина двоје познатих певача због чега се боје и за девојчицу Ешли. Бенсонова схвата да родитељи који су опседнути каријером занемарују Ешли и да су њени вапаји за пажњом довели до обрасца повређивања. Када је Бенсонова погурала случај даље, реаговање мајке доводи јој посао у питање. |              |                          |                   | |                      |           |                            |
| 34 | 12           | "Тајне"                  | Артур В. Форни    | Синопсис: Роберт Ф. Кембел и Џонатан Грин Сценарио: Венди Вест, Роберт Ф. Кембел и Џонатан Грин        | 2. фебруар 2001.     | Е1416     | 15.72                      |
| Случај силовања и убиства наставнице добија нежељен преокрет када је сексуалну прошлост жене открио један од њених ученика. |              |                          |                   | |                      |           |                            |
| 35 | 13           | "Жртве"                  | Константин Макрис | Ник Кендрик                                                                                            | 9. фебруар 2001.     | Е1420     | 14.90                      |
| Бивши полицајац, сада активиста заједнице, осумњичен је за убиства познатих сексуалних преступника од којих сви имају одређену особину која плаши њихове жртве. Један од њих покушао је да се убије због чега је Стаблер доведен у могуће опасно стање. |              |                          |                   | |                      |           |                            |
| 36 | 14           | "Страхо"                 | Ричард Добс       | Џонатан Грин и Роберт Ф. Кембел                                                                        | 16. фебруар 2001.    | Е1426     | 14.10                      |
| Силовање бивше полицијске службенице која је обучавала Бенсонову први пут је повезано са коцкарским дуговима њеног бившег мужа, а потом и са њеним сарадницима. |              |                          |                   | |                      |           |                            |
| 37 | 15           | "Одбројавање"            | Стив Шил          | Дон ДеНун и Лиса Мери Питерсон                                                                         | 23. фебруар 2001.    | Е1412     | 15.50                      |
| Детективи раде свакодневно како би пронашли отету девојку пошто трагови указују на низног убицу који три дана убија своје жртве и прати врло специфичан образац: током три дана човек има "Журку", "Дан слике" и на крају "Посебни дан" када су жртве силоване и побијене. У истрази помаже последња жртва убице која је успела да побегне. |              |                          |                   | |                      |           |                            |
| 38 | 16           | "Одбегла"                | Ричард Добс       | Ник Кендрик и Дејвид Џ. Бурк                                                                           | 2. март 2001.        | Е1405     | 14.56                      |
| Потрага за несталом ћерком полицајца која води детективе кроз подземну културу журки које воле пубертетлије представљена је из угла запослених одељења и разговора са унутрашњом контролом. ОСЖ у помоћ доводи обавештјаца Тита Френка и Моник Џефрис која се вратила у свој завршни наступ како би помогла својим бившим сарадницима да пронађу несталу девојчицу. |              |                          |                   | |                      |           |                            |
| 39 | 17           | "Лудило"                 | Џад Тејлор        | Тод Робинсон                                                                                           | 23. март 2001.       | Е1428     | 14.30                      |
| Премлаћивање младог човека открива опасну службу за пословну пратњу мушкараца у којој шеф можда има разлоге да шаље запослене на могуће смртоносне састанке. |              |                          |                   | |                      |           |                            |
| 40 | 18           | "Потера"                 | Стивен Вертимер   | Џеф Екерл                                                                                              | 20. април 2001.      | Е1431     | 12.70                      |
| Када су појединости отмице откриле сличности са низом претходних силовања и убистава, Манч и Фин су пронашли траг низног убице. Убица се показао изузетно паметним јер је искористио поверење које његов ортак има у њега и канадски закон о изручењу. |              |                          |                   | |                      |           |                            |
| 41 | 19           | "Паразити"               | Дејвид Плат       | Мартин Вајс                                                                                            | 27. април 2001.      | Е1427     | 13.40                      |
| Када су пронађени остаци младе жене закопани у дворишту стана са крагном и повоцем, детективи Бенсон и Стаблер утврђују да је покојна Ави Парулис, избеглица из Румуније која је доведена у Сједињене Државе због договореног брака. Они откривају од отуђене Авина близнакиње Ирине да је покојна оставила супруга и навикла да користи предности богатих савременика, али истрага добија преокрет када је преко зубног картона откривено право име покојне.                                                                                              |              |                          |                   | |                      |           |                            |
| 42 | 20           | "Пик"                    | Стив Шил          | Џудит Мекрери                                                                                          | 4. мај 2001.         | Е1422     | 14.30                      |
| Посматрајући психијатра ФБИ-а Џорџа Хуанга, детективи откривају застрашујућу побуду за убиство једног запосленог у софтверском друштву од стране отпуштеног сарадника када су сазнали о узнемираваном осумњиченом и његовом правом односу са презирљивом мајком. |              |                          |                   | |                      |           |                            |
| 43 | 21           | "Казна"                  | Алекс Закрзуски   | Синопсис Роберт Ф. Кембел и Џонатан Грин Сценарио: Нил Бир                                             | 11. мај 2001.        | Е1432     | 15.06                      |
| Екипа тражи низног убицу који оправдава своје злочине параноичним верским побудама постављеним брзим погоршањем здравственог стања. Иако зна да је присиљен да убија, његова супруга моли тужиоце да покажу попустљивост због његовог стања (неуросифилис). |              |                          |                   | |                      |           |                            |